# 鎮壓僧院
鎮壓僧院是指發生在不同时期、不同地点的僧院被解散、其财产被国家征收的各种事件。在新教或世俗主义政权下，原天主教的修道院極有可能會被沒收。不過即使在天主教國家，有些天主教的修道院也難逃被沒收的命運。在佛教国家某些僧院也會被沒收。僧院內的财产不會像其他私人財產那樣分给继承人，而且往往会积累和保留大量財富——这引起了人们的不满，因此僧院被政府沒收也就不足為奇。